# Elecciones estatales de Aguascalientes de 2010
Las elecciones estatales de Aguascalientes de 2010 se realizaron el domingo 4 de julio de 2010 y en ellas se renovaron los siguientes cargos de elección popular del estado mexicano de Aguascalientes:
- Gobernador de Aguascalientes. Titular del Poder Ejecutivo del estado, electo para un periodo de seis años, sin derecho a reelección. El candidato electo fue Carlos Lozano de la Torre.
- 27 diputados del Congreso del Estado. 18 electos por mayoría relativa y 9 designados mediante representación proporcional para integrar la LXI Legislatura.
- 11 ayuntamientos. Compuestos por un presidente municipal y sus regidores, electos para un periodo de tres años.

## Candidaturas y coaliciones

### Partido Acción Nacional
El 6 de octubre de 2009 el senador Rubén Camarillo Ortega anunció que solicitará licencia al Senado de la República antes del 1 de diciembre del mismo año, para concentrarse en la búsqueda de la candidatura del PAN al gobierno de Aguascalientes; y el 23 de noviembre anunció que presentaría una queja ante el comité nacional del PAN por el presunto proselitismo del gobernador Luis Armando Reynoso Femat a favor de la precandidatura de Raúl Cuadra García.
El 29 de noviembre el presidente estatal del PAN Arturo González anunció la realización de una encuesta que permita orientar la elección del candidato de su partido y la reunión el 30 de noviembre con el presidente nacional César Nava Vázquez de los interesados en ser candidato a gobernador por el PAN: Raúl Cuadra García, Martín Orozco Sandoval, José Luis Novales Arellano, Rubén Camarillo Ortega y Benjamín Gallegos Soto; tras esta reunión, se anunció que el candidato del PAN a la gubernatura sería electo por los miembros activos y adherentes, y no por designación del comité ejecutivo nacional.
Luis Armando Reynoso Femat afirmó que su partido buscaba una alianza con el PVEM y con el Nueva Alianza, pero esta propuesta fue declinada debido a la designación de Carlos Lozano de la Torre por el PRI (El PVEM y PANAL se unirían a él).
Sin embargo, el 18 de febrero el comité ejecutivo nacional anunció la designación como su candidato a la gubernatura de Martín Orozco Sandoval.

### Aliados por tu bienestar
El 28 de febrero de 2010 el Partido Revolucionario Institucional (PRI), el Partido Verde Ecologista de México (PVEM) y el partido Nueva Alianza (PNA) acordaron presentarse en alianza en las elecciones estatales, registrando la coalición «Aliados por tu bienestar».
El 30 de agosto de 2009 el exsenador y expresidente municipal Fernando Gómez Esparza anunció su intención de buscar la candidatura del PRI a la gubernatura. El 6 de noviembre de 2009, el Instituto Electoral de Aguascalientes fijó el día 30 de noviembre del mismo año como fecha máxima para que renuncien o soliciten licencia aquellos funcionarios públicos que busquen un cargo de elección popular; esto fue rechazado por los principales interesados por la candidatura del PRI, el senador Carlos Lozano de la Torre, y el alcalde de la capital, Gabriel Arellano Espinosa. Al mismo tiempo y según publicaciones en diarios nacionales, existiría un acuerdo en el PRI para que la candidatura a gobernador fuera para Carlos Lozano de la Torre y a la alcaldía de Aguascalientes para la exdiputada federal Lorena Martínez Rodríguez, lo cual fue negado tanto por los mencionados como por el propio PRI; y en lo cual Gabriel Arellano Espinosa señaló que dicha información pretendía detener su posible candidatura. El 25 de noviembre Grabriel Arellano Espinosa anunció que no pediría licencia el 30 de noviembre como lo estipulo el Instituto Electoral.
Finalmente, el conflicto entre los precandidatos y el instituto electoral fue resuelto el 28 de noviembre por el Supremo Tribunal de Justicia de Aguascalientes que revocó el acuerdo del instituto electoral al considerar al considerar que no tenía competencia para fijar una fecha límite para la renuncia de funcionarios públicos que quisieran contentender por un cargo de elección popular; lo que fue celebrado por el principal opositor a este acuerdo, el alcalde Gabriel Arellano Espinosa. El 30 de noviembre Carlos Lozano de la Torre se manifestó por que la elección del candidato sea por consulta directa a la basa y simpatizantes, mientras Lorena Martínez Rodríguez declaró sentirse segura en cualquiera de las modalidades de la elección. El 15 de diciembre, Carlos Lozano de la Torre solicitó licencia a su cargo de senador de la república a partir del 19 de enero de 2010, lo cual fue aprobado por el Senado.
El 12 de enero de 2010 el comité ejecutivo nacional del PRI anunció la postulación como candidato de Carlos Lozano de la Torre.

### Partido de la Revolución Democrática
El 28 de febrero el Partido de la Revolución Democrática (PRD) y el partido Convergencia registraron ante el Instituto Estatal Electoral la coalición «Aguascalientes nos une», presentándose como aspirantes a la candidatura para gobernador Nora Ruvalcaba Gámez, Alfredo Hornedo y Luis Enrique Estrada. El 27 de abril el partido Convergencia decidió disolver la alianza reclamando que el reparto de candidaturas favorecía al PRD a pesar de que Convergencia tenía mayor intenció de voto dentro del estado.

### Convergencia
El partido Convergencia acordó inicialmente presentarse en coalición con el PRD, sin embargo, decidió abandonar la alianza por desacuerdos con el reparto de candidaturas. El partido oficialmente no presentó ningún candidato para la gubernatura, aunque si presentó su respaldo a la candidatura de Carlos Lozano de la Torre, postulado por el PRI.

## Encuestas para la gubernatura
| Encuestadora         | Fecha               | Orozco | Lozano | Ruvalcaba | Ninguno/No sabe |
| -------------------- | ------------------- | ------ | ------ | --------- | --------------- |
| Encuestadora         | Fecha               |        |        |           | Ninguno/No sabe |
| GCE-Milenio          | 22 de abril de 2010 | 21.6%  | 35.3%  | 6.1%      | 22.0%           |
| GCE-Milenio          | 27 de mayo de 2010  | 26.6%  | 39.9%  | 4.5%      | —               |
| Red Pópuli de México | 7 de junio de 2010  | 23.62% | 28.54% | —         | 22.32%          |
| Consulta Mitofsky    | 7 de junio de 2010  | 30.4%  | 40.1%  | 5.4%      | 21.5%           |
| GCE-Milenio          | 23 de junio de 2010 | 27.9%  | 39%    | 3.1%      | —               |
| Consulta Mitofsky    | 24 de junio de 2010 | 31.9%  | 40.6%  | 5.2%      | 20.6%           |

## Resultados

### Gobernador
|  | 47.68 % |

|  | 42.46 % |

|  | 4.36 % |

|  | 2.65 % |

|  | 97.17 % |

|  | 2.83 % |

### Congreso del Estado de Aguascalientes
|  | 37.36 % |

|  | 35.06 % |

|  | 7.14 % |

|  | 4.73 % |

|  | 4.57 % |

|  | 3.75 % |

|  | 3.11 % |

|  | 2.84 % |

|  | 100 % |

### Ayuntamientos
|  | 43.26 % |

|  | 32.23 % |

|  | 5.58 % |

|  | 5.28 % |

|  | 4.09 % |

|  | 3.92 % |

|  | 1.92 % |

|  | 97.19 % |

|  | 2.71 % |